# 久保田祥江
久保田 祥江（くぼた さちえ、1976年6月28日 - ）は、元信越放送 (SBC) のアナウンサー。

## 来歴
長野県飯田市出身。埼玉大学卒業。
大学を卒業後、1999年に信越放送に入社。入社してすぐに『ほっとスタジオSBC』の司会に抜擢される。
後に信越放送を退社。その後は東京都内へ転居し、電通の社員と結婚し男児を出産。信越放送が長野のコミュニティサイト・ナガブロとのコラボレーションで開設した子育てコラム『SBC子育てウォッチ』の執筆者となり、それを通じて育児中心の生活ぶりを公開していた。

## 担当番組

### テレビ番組
- ほっとスタジオSBC（1999年4月 - 2001年3月）
- SBCニュースウィークリー（2001年4月 - 2006年3月） - キャスター
- レールに乗って
- SBCニュースワイド
- おはようちゃっと
- エクスプレス（TBS） - リポーター[2]
- Uパレード（2006年4月 - 8月）
- マジテレ!（2006年10月7日 - 2007年9月29日）
- 世界陸上大阪大会応援たすきキャラバン（2007年、TBS）
- SBC News6（2008年6月19日 - 11月14日） - 木曜・金曜担当
- ワンダフル信州人!!
- 3時は!ららら♪ - 火曜「そこいら」のコーナー担当

### ラジオ番組
- 祥江のROND SALON（2000年10月 - 2003年6月）
- JOYFUL! 久保田祥江のミュージックワイド（2002年4月 - 2003年3月）
- モーニングワイド ラジオJ（2003年4月 - 2006年3月）
- サチエ＆ミエコのおしゃれトーク（2003年7月 - 2005年6月）
- ケラケラ楽団（オーケストラ）〜坂ちゃんのお笑いコンチェルト
- サチエのアロマカフェ（2005年7月 - 2006年4月）
- 坂ちゃんのずくだせえぶりでい（2008年4月 - 2010年3月）
- 朝のサチエクラシック（2009年4月 - 9月）
- OTO Cafe（2009年10月 - 2012年3月）
- おとなりラジオ あらら…（2012年4月 - 10月） - 木曜・金曜担当
- SBCラジオスペシャル「サチエ・クラシック〜再会の初夏に〜」（2018年5月13日）[6]
- サチエ・クラシック〜希望への序章〜（2019年1月1日）[7]